# Epiophlebioidea
De Epiophlebioidea zijn een superfamilie van Anisozygoptera (oerlibellen), een van de drie onderordes van de Odonata (libellen). De superfamilie omvat een familie van tegenwoordige libellen en een fossiele familie.

## Taxonomie
De familie Epiophlebioidea omvat de volgende families:
- Epiophlebiidae Muttkowski, 1910
- †Burmaphlebiidae Bechly & Poinar, 2013